# Rune Eriksen
Rune Eriksen (Oslo, 1975. január 13. –) egy norvég zenész, leginkább a Spellemannprisen-díjas black metalegyüttes, a Mayhem egykori gitárosaként, Blasphemer művésznéven ismert. 1995-ben, annak újjáalakulásakor csatlakozott a zenekarhoz és 2008-ban távozott onnan. Jelenleg az Aura Noir, a Mezzerschmitt, a Nader Sadek és a Twilight of the Gods együttesekben gitározik. Korábbi együttesei közé lehet sorolni a Mayhem mellett az Ava Inferit, az In Silence-t és a Testimonyt.

## Diszkográfia
A Mayhem-mel
- Ancient Skin/Necrolust (1997)
- Wolf's Lair Abyss (1997)
- Mediolanum Capta Est (1999)
- Grand Declaration of War (2000)
- Live in Marseille (2001)
- European Legions (2001)
- U.S. Legions (2001)
- Legions of War (2003)
- Chimera (2004)
- Ordo Ad Chao (2007)

A Mezzerschmitt-tel
- Weltherrschaft (2002)

Az Ava Inferi-vel
- Burdens (2006)
- The Silhouette (2007)
- Blood of Bacchus (2009)
- Onyx (2011)

Az Aura Noirral
- Black Thrash Attack (1996)
- Deep Tracts of Hell (1998)
- The Merciless (2004)
- Hades Rise (2008)
- Out to Die (2012)

A Nader Sadek-kal
- In the Flesh (2011)
- Living Flesh (2013)

## Fordítás
- Ez a szócikk részben vagy egészben  a   Rune Eriksen című angol Wikipédia-szócikk fordításán alapul.  Az eredeti cikk szerkesztőit annak laptörténete sorolja fel. Ez a jelzés csupán a megfogalmazás eredetét és a szerzői jogokat jelzi, nem szolgál a cikkben szereplő információk forrásmegjelöléseként.